# Pycnanthemum verticillatum
Pycnanthemum verticillatum là một loài thực vật có hoa trong họ Hoa môi. Loài này được (Michx.) Pers. miêu tả khoa học đầu tiên năm 1806.

## Hình ảnh

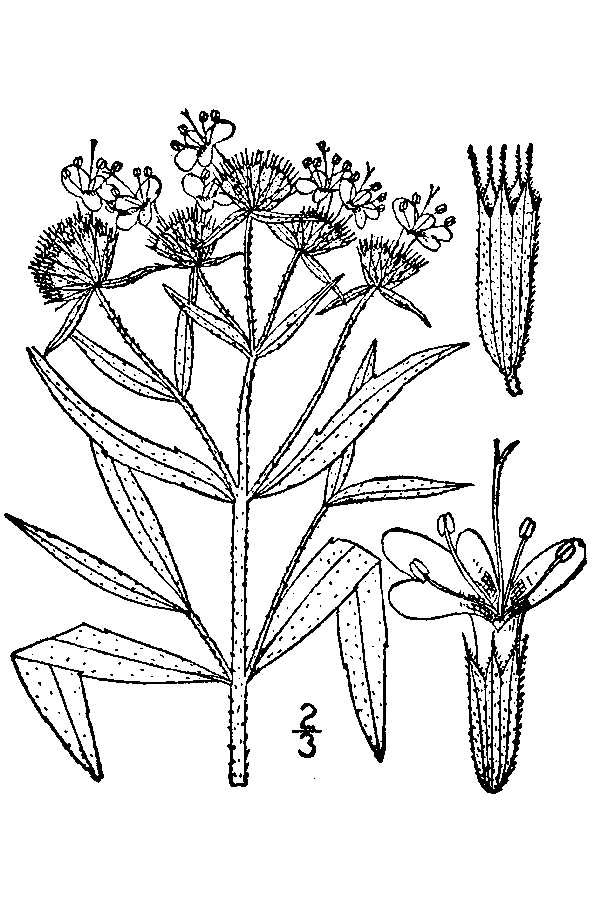
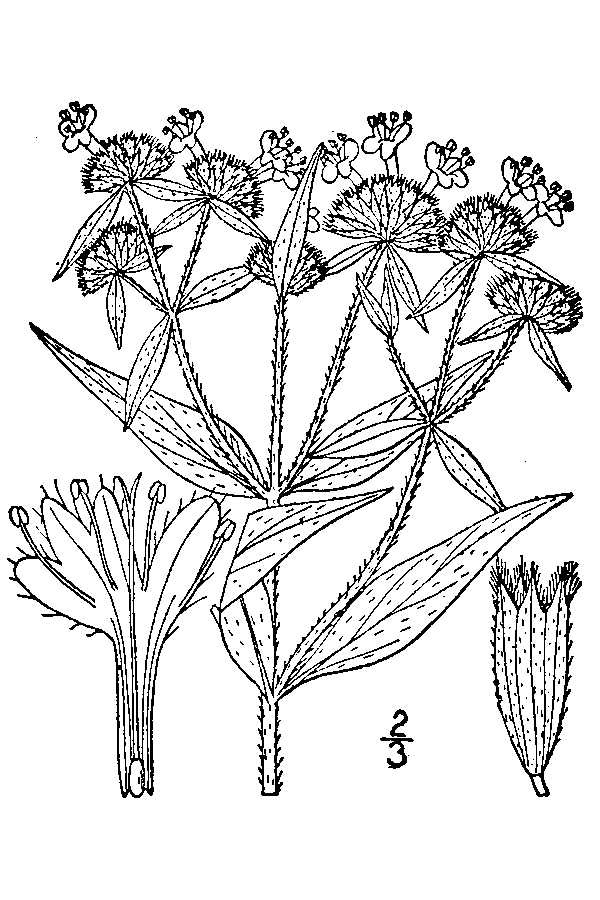